# حركية التفاعل في تدفق أسرع من الصوت

حركية التفاعل في تدفق أسرع من الصوت (بالإنجليزية: Reaction kinetics in uniform supersonic flow) (بالفرنسية: Cinétique de Réaction en Ecoulement Supersonique Uniforme, CRESU) هي تجربة تتحقق في التفاعلات الكيميائية التي تحدث عند درجات حرارة منخفضة للغاية.

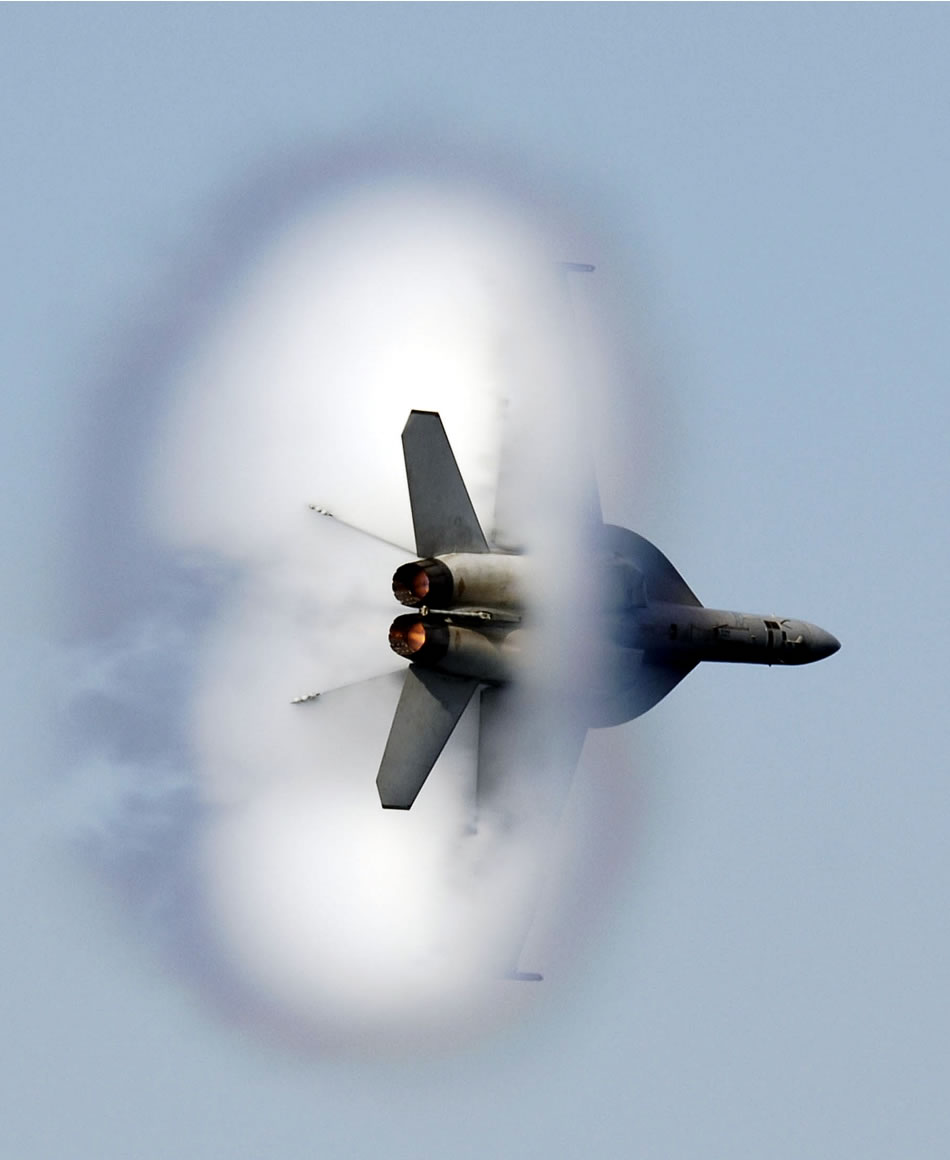
إف/إيه-18 سوبر هورنيت أثناء اختراقها لجدار الصوت.

تتضمن هذه التقنية توسيع غاز أو خليط من الغازات عبر فوهة دي لافال (de laval nozzle) واتاحة تمدده من خزان عالي الضغط إلى غرفة مفرغة. أثناء التمدد هذا  تقوم الفوهة بمحاذاة الغاز في حزمة متوازية أسرع من الصوت تكون خالية من الاصطدام بشكل أساسي ولها درجة حرارة طبقا لإطار مركز  الكتلة، حيث يمكن أن تكون درجة الحرارة أقل بكثير من غاز الخزان. كل فوهة تنتج درجة حرارة مميزة. وبهذه الطريقة يمكن تحقيق أي درجة حرارة بين درجة حرارة الغرفة وحوالي  10 كلفن.

## الجهاز
يوجد عدد قليل نسبيًا من أجهزة CRESU لسبب بسيط وهو أن متطلبات إنتاج الغاز والضخ ضخمة، مما يجعلها مكلفة للتشغيل. اثنان من المراكز الرائدة هما جامعة رين (فرنسا) وجامعة برمنغهام (المملكة المتحدة). كان التطوير الأحدث هو نسخة نابضة من أجهزة CRESU، والتي تتطلب غازًا أقل بكثير وبالتالي مضخات أصغر.

## الحركية
معظم الأنواع لديها ضغط بخار ضئيل عند درجات الحرارة المنخفضة وهذا يعني أنها تتكثف بسرعة على جوانب الجهاز. بشكل أساسي، توفر تقنية CRESU "أنبوب تدفق بدون جدار"، والذي يسمح بفحص حركية تفاعلات الطور الغازي عند درجات حرارة أقل بكثير مما هو معتاد.
يمكن بعد ذلك إجراء تجارب استنباط الخواص الحركية الكيميائية بطريقة المضخة ، مع استخدام الليزر لبدء التفاعل (على سبيل المثال عن طريق تحضير أحد الكواشف عن طريق التحلل الضوئي لمنتج)، متبوعًا بمشاهدة  نفس النوع (على سبيل المثال عن طريق الفلورية المستحثة بالليزر) بعد تأخير زمني معروف. يتم التقاط الإشارة الفلورية بواسطة مضاعف ضوئي على مسافة معروفة باتجاه مجرى فوهة دي لافال. يمكن تغيير التأخير الزمني إلى الحد الأقصى المقابل لوقت التدفق عبر تلك المسافة المعروفة. من خلال دراسة مدى سرعة اختفاء أنواع الكاشف في وجود تركيزات مختلفة من أنواع الكاشف المشترك (المستقر عادةً)، يمكن تحديد ثابت معدل التفاعل عند درجة الحرارة المنخفضة لتدفق CRESU.
لا تحتوي التفاعلات التي تمت دراستها بواسطة تقنية CRESU عادةً على حاجز طاقة تنشيط كبير. في حالة التفاعلات محايد-محايد  (على سبيل المثال، لا تتضمن أي أنواع مشحونة أو أيونات)، عادة تتضمن هذه الأنواع  من التفاعلات الخالية من العوائق أنواعًا من الجذور الحرة،  مثل الأكسجين الجزيئي (O2)، وجذر السيانيد (CN) أو جذور الهيدروكسيل (OH). عادةً ما تكون القوة الدافعة النشطة لهذه التفاعلات عبارة عن  كمونات  جزيئية  طويلة المدى جاذبة .
تم استخدام تجارب CRESU لإظهار الانحرافات عن حركية أرهنيوس عند درجات الحرارة المنخفضة: مع انخفاض درجة الحرارة، يزداد ثابت معدل التفاعل. تلك التجارب يمكنها  تفسير سبب انتشار الكيمياء في الوسط بين النجوم، حيث تم اكتشاف العديد من الجزيئات متعددة الذرات  (عن طريق علم الفلك الراديوي).